# Persone di nome Ennio
| Questa pagina contiene informazioni ricavate automaticamente dalle voci biografiche con l'ausilio del template Bio e di un bot. L'aggiornamento è periodico e automatico e ricostruisce completamente la pagina. Se manca una persona in questa lista, sei pregato di non aggiungerla, ma accertati piuttosto che la sua voce biografica contenga il template Bio e che i dati anagrafici siano correttamente compilati. Se il template Bio manca, inseriscilo tu stesso o, in alternativa, metti l'avviso {{tmp\|Bio}} che ne segnala la mancanza. Se i dati riportati sono sbagliati, correggi direttamente la voce biografica; le modifiche saranno visibili in questa lista entro pochi giorni. Per chiarimenti vedi il progetto antroponimi. La lista contiene solo le 97 persone che sono citate nell'enciclopedia e per le quali è stato implementato correttamente il template Bio. Pagina aggiornata al 22 lug 2025. |

Questa è una lista di persone presenti nell'enciclopedia che hanno il nome Ennio, suddivise per attività principale.

## Agenti segreti(1)
- Ennio Tassinari, agente segreto e partigiano italiano (Sant'Alberto di Ravenna, n. 1921 - Sant'Alberto di Ravenna, † 2013)

## Allenatori di calcio(2)
- Ennio Dal Bianco, allenatore di calcio e ex calciatore italiano (Thiene, n. 1962)
- Ennio Pellegrini, allenatore di calcio e ex calciatore italiano (Livorno, n. 1951)

## Apneisti(1)
- Ennio Falco, apneista italiano (Airola, n. 1931 - La Maddalena, † 1969)

## Archeologi(1)
- Ennio Quirino Visconti, archeologo, politico e museologo italiano (Roma, n. 1751 - Parigi, † 1818)

## Arcivescovi cattolici(1)
- Ennio Appignanesi, arcivescovo cattolico italiano (Belforte del Chienti, n. 1925 - Roma, † 2015)

## Attori(5)
- Ennio Antonelli, attore italiano (Roma, n. 1927 - Roma, † 2004)
- Ennio Balbo, attore e doppiatore italiano (Napoli, n. 1922 - Roma, † 1989)
- Ennio Cerlesi, attore, regista e doppiatore italiano (Torino, n. 1901 - Roma, † 1951)
- Ennio Coltorti, attore, doppiatore e regista teatrale italiano (Roma, n. 1949)
- Ennio Fantastichini, attore italiano (Gallese, n. 1955 - Napoli, † 2018)

## Autori televisivi(1)
- Ennio Meloni, autore televisivo, pubblicitario e commediografo italiano (Carbonia, n. 1976)

## Aviatori(1)
- Ennio Tarantola, aviatore italiano (Como, n. 1915 - Cesena, † 2001)

## Avvocati(4)
- Ennio Avanzini, avvocato e politico italiano (Cologna Veneta, n. 1888 - Mantova, † 1962)
- Ennio Parrelli, avvocato e politico italiano (Roma, n. 1924 - Roma, † 2009)
- Ennio Tardini, avvocato, politico e dirigente sportivo italiano (Parma, n. 1879 - Parma, † 1923)
- Ennio Zelioli-Lanzini, avvocato e politico italiano (San Giovanni in Croce, n. 1899 - Cremona, † 1976)

## Calciatori(9)
- Ennio Bacchio, calciatore italiano (Stradella, n. 1909)
- Ennio Battistelli, calciatore italiano (Ancona, n. 1924)
- Ennio Bianchi, calciatore italiano (Lecco, n. 1919 - Monza, † 2005)
- Ennio Cardoni, calciatore italiano (Livorno, n. 1929 - † 2012)
- Ennio Fiaschi, ex calciatore italiano (Uliveto Terme, n. 1945)
- Ennio Lenuzza, calciatore italiano (Pola, n. 1934 - Gorle, † 2009)
- Ennio Mastalli, ex calciatore italiano (Livorno, n. 1958)
- Ennio Testa, calciatore italiano (Milano, n. 1930 - Cassano d'Adda, † 2019)
- Ennio Vaini, calciatore italiano (Castenedolo, n. 1911)

## Cantanti(1)
- Ennio Sangiusto, cantante italiano (Trieste, n. 1937 - Milano, † 2017)

## Cantautori(1)
- Ennio Rega, cantautore e compositore italiano (Roccadaspide, n. 1953)

## Cardinali(2)
- Ennio Antonelli, cardinale e arcivescovo cattolico italiano (Todi, n. 1936)
- Ennio Filonardi, cardinale e vescovo cattolico italiano (Bauco, n. 1466 - Roma, † 1549)

## Cestisti(1)
- Ennio Quintavalle, ex cestista italiano (Venezia, n. 1949)

## Ciclisti su strada(2)
- Ennio Salvador, ex ciclista su strada italiano (Cordignano, n. 1960)
- Ennio Vanotti, ex ciclista su strada e dirigente sportivo italiano (Almenno San Salvatore, n. 1955)

## Comici(1)
- Ennio Marchetto, comico, cabarettista e trasformista italiano (Venezia, n. 1960)

## Compositori(4)
- Ennio Morricone, compositore, direttore d'orchestra e arrangiatore italiano (Roma, n. 1928 - Roma, † 2020)
- Ennio Neri, compositore e poeta italiano (Roma, n. 1891 - Roma, † 1985)
- Ennio Porrino, compositore italiano (Cagliari, n. 1910 - Roma, † 1959)
- Ennio Tricomi, compositore e produttore discografico italiano (Messina, n. 1949)

## Direttori d'orchestra(1)
- Ennio Nicotra, direttore d'orchestra italiano (Palermo, n. 1963)

## Direttori della fotografia(1)
- Ennio Guarnieri, direttore della fotografia italiano (Roma, n. 1930 - Licata, † 2019)

## Dirigenti d'azienda(3)
- Ennio Doris, dirigente d'azienda, imprenditore e banchiere italiano (Tombolo, n. 1940 - Milano, † 2021)
- Ennio Presutti, dirigente d'azienda italiano (Roma, n. 1931 - Milano, † 2008)
- Ennio Santucci, dirigente d'azienda italiano (Atri, n. 1914 - Roma, † 1988)

## Enigmisti(1)
- Ennio Peres, enigmista italiano (Milano, n. 1945 - Roma, † 2022)

## Filosofi(1)
- Nanni Scolari, filosofo italiano (n. 1935 - † 1983)

## Fisici(1)
- Ennio Candotti, fisico italiano (Roma, n. 1942 - Manaus, † 2023)

## Fotografi(1)
- Ennio Antonangeli, fotografo e editore italiano (Roma, n. 1930 - Roma, † 2013)

## Fotoreporter(1)
- Ennio Iacobucci, fotoreporter italiano (Morrea, n. 1940 - Roma, † 1977)

## Fumettisti(1)
- Ennio Missaglia, fumettista italiano (Venezia, n. 1930 - † 1993)

## Gesuiti(1)
- Ennio Pintacuda, gesuita, sociologo e attivista italiano (Prizzi, n. 1933 - Palermo, † 2005)

## Giornalisti(3)
- Ennio Chiodi, giornalista italiano (Roma, n. 1952)
- Ennio Mastrostefano, giornalista italiano (Napoli, n. 1925 - Roma, † 1992)
- Ennio Remondino, giornalista italiano (Genova, n. 1945)

## Imprenditori(2)
- Ennio Battelli, imprenditore e generale italiano (Urbino, n. 1919 - Cinisello Balsamo, † 1984)
- Ennio Brion, imprenditore italiano (Bassano del Grappa, n. 1940)

## Matematici(1)
- Ennio De Giorgi, matematico italiano (Lecce, n. 1928 - Pisa, † 1996)

## Militari(1)
- Ennio Mummolo, militare franco († 585)

## Organari(1)
- Ennio Bonifazi, organaro italiano (Cerreto di Spoleto, n. 1600 - Roma, † 1654)

## Partigiani(3)
- Ennio Carando, partigiano e filosofo italiano (Pettinengo, n. 1904 - Villafranca Piemonte, † 1945)
- Ennio Cervellati, partigiano e politico italiano (La Giovecca, n. 1906 - † 1992)
- Ennio Pistoi, partigiano e antifascista italiano (Roma, n. 1920 - Torino, † 2009)

## Pittori(5)
- Ennio Calabria, pittore e illustratore italiano (Tripoli, n. 1937 - Roma, † 2024)
- Ennio Cocchi, pittore e disegnatore italiano (Firenze, n. 1915 - Pisa, † 1987)
- Ennio Finzi, pittore italiano (Venezia, n. 1931 - Mestre, † 2024)
- Ennio Morlotti, pittore italiano (Lecco, n. 1910 - Milano, † 1992)
- Ennio Tamiazzo, pittore e scultore italiano (Saonara, n. 1911 - Roncaglia di Ponte San Nicolò, † 1982)

## Poeti(1)
- Ennio Cavalli, poeta, giornalista e scrittore italiano (Forlì, n. 1947)

## Politici(8)
- Ennio Baiardi, politico italiano (Vercelli, n. 1928 - Vercelli, † 2014)
- Ennio Barberini, politico e militare italiano (Scarlino, n. 1897 - † 1979)
- Ennio Bonea, politico italiano (Taranto, n. 1924 - † 2006)
- Ennio Cavina, politico italiano (Tresigallo di Formignana, n. 1889)
- Ennio D'Aniello, politico italiano (Ottati, n. 1918 - Salerno, † 1992)
- Ennio Fialdini, politico italiano (Massa, n. 1926 - Massa, † 1995)
- Ennio Grassi, politico italiano (Rimini, n. 1947)
- Ennio Pompei, politico italiano (Roma, n. 1924 - Roma, † 2005)

## Presbiteri(1)
- Ennio Francia, presbitero, critico d'arte e storico dell'arte italiano (Roma, n. 1904 - Roma, † 1995)

## Produttori discografici(1)
- Ennio Melis, produttore discografico italiano (Firenze, n. 1926 - Roma, † 2005)

## Registi(2)
- Ennio Lorenzini, regista italiano (Roma, n. 1934 - Roma, † 1982)
- Ennio Marzocchini, regista televisivo, regista cinematografico e scrittore italiano (Empoli, n. 1942 - Firenze, † 2011)

## Rugbisti a 15(1)
- Ennio Ponzi, rugbista a 15 italiano (L'Aquila, n. 1951 - L'Aquila, † 2023)

## Scacchisti(2)
- Ennio Arlandi, scacchista italiano (Tortona, n. 1966)
- Ennio Contedini, scacchista italiano (Milano, n. 1934)

## Sceneggiatori(2)
- Ennio De Concini, sceneggiatore e regista italiano (Roma, n. 1923 - Roma, † 2008)
- Ennio Flaiano, sceneggiatore, scrittore e giornalista italiano (Pescara, n. 1910 - Roma, † 1972)

## Scrittori(2)
- Ennio Bìspuri, scrittore e critico cinematografico italiano (Roma, n. 1943)
- Paolo Barbaro, scrittore e ingegnere italiano (Mestrino, n. 1922 - Venezia, † 2014)

## Stilisti(1)
- Ennio Capasa, stilista e designer italiano (Lecce, n. 1960)

## Storici(1)
- Ennio Di Nolfo, storico e politologo italiano (Melegnano, n. 1930 - Firenze, † 2016)

## Storici dell'architettura(1)
- Ennio Poleggi, storico dell'architettura italiano (Genova, n. 1927 - Genova, † 2017)

## Telecronisti sportivi(1)
- Ennio Vitanza, telecronista sportivo e conduttore televisivo italiano (Postumia, n. 1934)

## Tiratori a volo(1)
- Ennio Falco, tiratore a volo italiano (Capua, n. 1968)

## Urbanisti(1)
- Ennio Nonni, urbanista, architetto e designer italiano (Faenza, n. 1954)

## Velocisti(2)
- Ennio Maffiolini, velocista italiano (n. 1902 - † 1945)
- Ennio Preatoni, ex velocista italiano (Garbagnate Milanese, n. 1944)

## Vescovi cattolici(2)
- Ennio Filonardi, vescovo cattolico italiano (Bauco, n. 1568 - Ferentino, † 1644)
- Ennio Massari Filonardi, vescovo cattolico italiano (Narni, n. 1495 - Montefeltro, † 1565)

## Senza attività specificata(1)
- Ennio Mattarelli, ex tiratore a volo italiano (Bologna, n. 1928)